# トヨタカローラ宮城
トヨタカローラ宮城株式会社（トヨタカローラみやぎ）は、かつて宮城県仙台市宮城野区に本社を置いていたトヨタ自動車の自動車ディーラー。

## 概要
1957年（昭和32年）10月に発足したディーゼル店を前身とする数少ないカローラ店であった。トヨタ自動車直営の販社だったが、2020年（令和2年）10月に地場資本である宮城トヨタグループ（MTG）に経営権が移され、次いで2023年（令和5年）4月1日にMTGの中核会社である宮城トヨタ自動車（1946年〈昭和21年〉創業、トヨタ店）に吸収合併され、66年の歴史に幕を閉じた。
宮城トヨタ自動車は、当社を吸収合併したことで、宮城県内で最大規模（46店舗）の自動車ディーラーとなった。
宮城県には、当社より歴史が古いカローラ店として、「パブリカ仙台」（1962年創立）を前身とする「トヨタカローラ仙台」がかつて存在したが、宮城トヨタディーゼルがカローラ店に移行してからは、当社が宮城県唯一のカローラ店であった。

## 沿革
- 1957年10月 - 「宮城トヨタディーゼル株式会社」設立[5]。
- 1963年5月 -  本社を仙台市苦竹（現：仙台市宮城野区苦竹）に移転[5]。
- 1969年7月 - 「トヨタカローラ宮城株式会社」に社名変更[5]。
- 1990年5月 -  本社社屋を新築。
- 2012年7月  -  東日本大震災で被災した本社社屋を建て替え。
- 2020年10月 - トヨタカローラ宮城株式会社の100％親会社であったトヨタ自動車株式会社が、トヨタカローラ宮城株式会社の全ての株式を、宮城トヨタ自動車株式会社の持株会社である宮城トヨタグループ株式会社[注釈 2]に譲渡した[6]。これによりトヨタカローラ宮城株式会社は、宮城トヨタグループ株式会社の100％子会社となった。
- 2023年4月1日  -  宮城トヨタ自動車株式会社と合併[7]。合併後の社名は「宮城トヨタ自動車株式会社」[7]。

## 店舗（2023年4月1日時点）
- 本社・MTG苦竹 - 仙台市宮城野区苦竹2丁目6-10
- MTG仙台広瀬通り - 仙台市青葉区大町2丁目14-1
- カローラ泉中央 - 仙台市泉区上谷刈3丁目1-60
- カローラ泉バイパス - 仙台市泉区松森字斎兵衛8-1
- カローラ黒松 - 仙台市泉区虹の丘1丁目1-1
- カローラ中山 - 仙台市青葉区荒巻本沢2丁目4-3
- カローラ西多賀 - 仙台市太白区鈎取1丁目7-8
- カローラ名取 - 仙台市太白区中田7丁目29-1
- カローラ遠見塚 - 仙台市若林区遠見塚東7-3
- カローラ多賀城 - 多賀城市町前1丁目1-20
- カローラ富谷 - 富谷市大清水下45-4
- カローラ大和 - 黒川郡大和町吉岡東2丁目8-8
- カローラ利府 - 宮城郡利府町中央3丁目20-6
- カローラ柴田 - 柴田郡柴田町船岡東1-10-18
- カローラ岩沼 - 名取市堀内字南竹188-1
- カローラ白石 - 白石市福岡深谷字三本松127-3
- カローラ石巻 - 石巻市恵み野2丁目15-13
- MTG古川北 - 大崎市古川沢田字舞台55
- カローラ古川 - 大崎市古川稲葉2丁目1-5
- カローラ築館 - 栗原市築館字留場桜22
- カローラ気仙沼 - 気仙沼市南郷1-2
- カローラ迫 - 登米市迫町佐沼光ヶ丘170
- カローラ仙台南 - 名取市植松字入生1-1

## 関連会社（2023年4月1日時点）
- 株式会社カローラ宮城テック